# Вулиця Юрія Литвинського
Вулиця Ю́рія Литви́нського — вулиця в Дарницькому районі міста Києва, місцевість Нова Дарниця. Пролягає від вулиці Ревуцького до вулиці Отамана Зеленого.
Прилучаються Горлівська вулиця, Харківське шосе, вулиці Сімферопольська, Юрія Пасхаліна, Гостинна, Ялтинська, Севастопольська, Санаторна, Вереснева, провулки Ігоря Качуровського і Надії Світличної.

## Історія
Вулиця виникла не пізніше 1909 року під назвою Федорівська. У першій чверті XX століття мала назву вулиця Петровського, на честь радянського державного і партійного діяча Григорія Петровського. У 1938 році до неї була приєднана (2-га) Олексіївська вулиця. Під час німецької окупації у 1941—1943 роках — Підлісна (згідно з німецькою мапою 1943 року).
У середині XX століття прокладено продовження вулиці під назвою 204-та Нова. 1953 року обидві частини вулиці об'єднано під спільною назвою — Російська вулиця. У 1990 році від вулиці відокремлено Поліський провулок (через виникнення перерви у проляганні вулиці внаслідок промислового будівництва).
Упродовж 10 серпня — 10 жовтня 2018 року відбувалося громадське обговорення проєкту перейменування вулиці. Під час голосування були численні атаки ботів і накрутка голосів.
Сучасна назва на честь учасника війни на сході України, що загинув під Іловайськом Юрія Литвинського — з 2020 року.

## Зображення

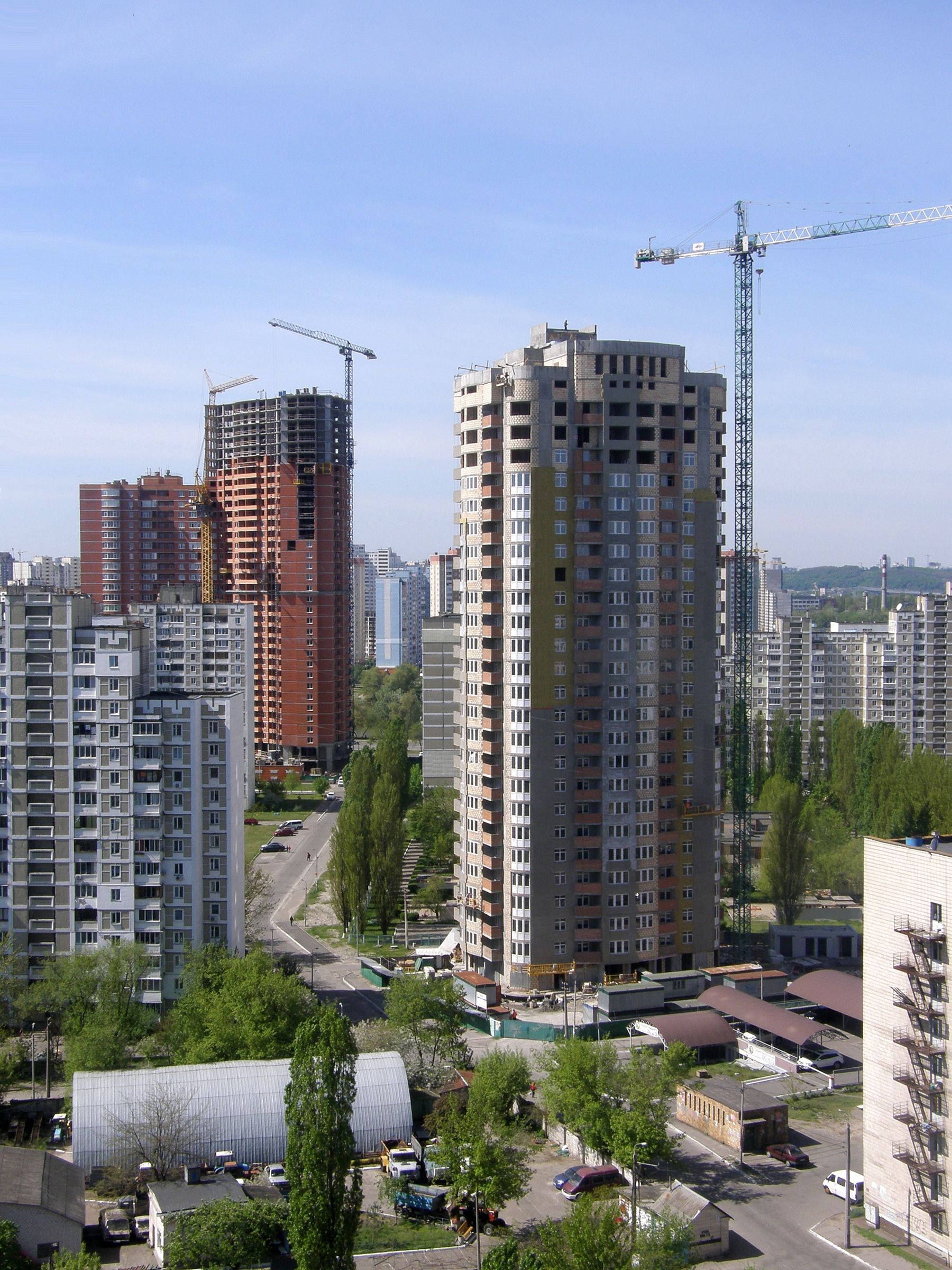
західна частина вулиці (від Харківського шосе до вулиці Ревуцького)
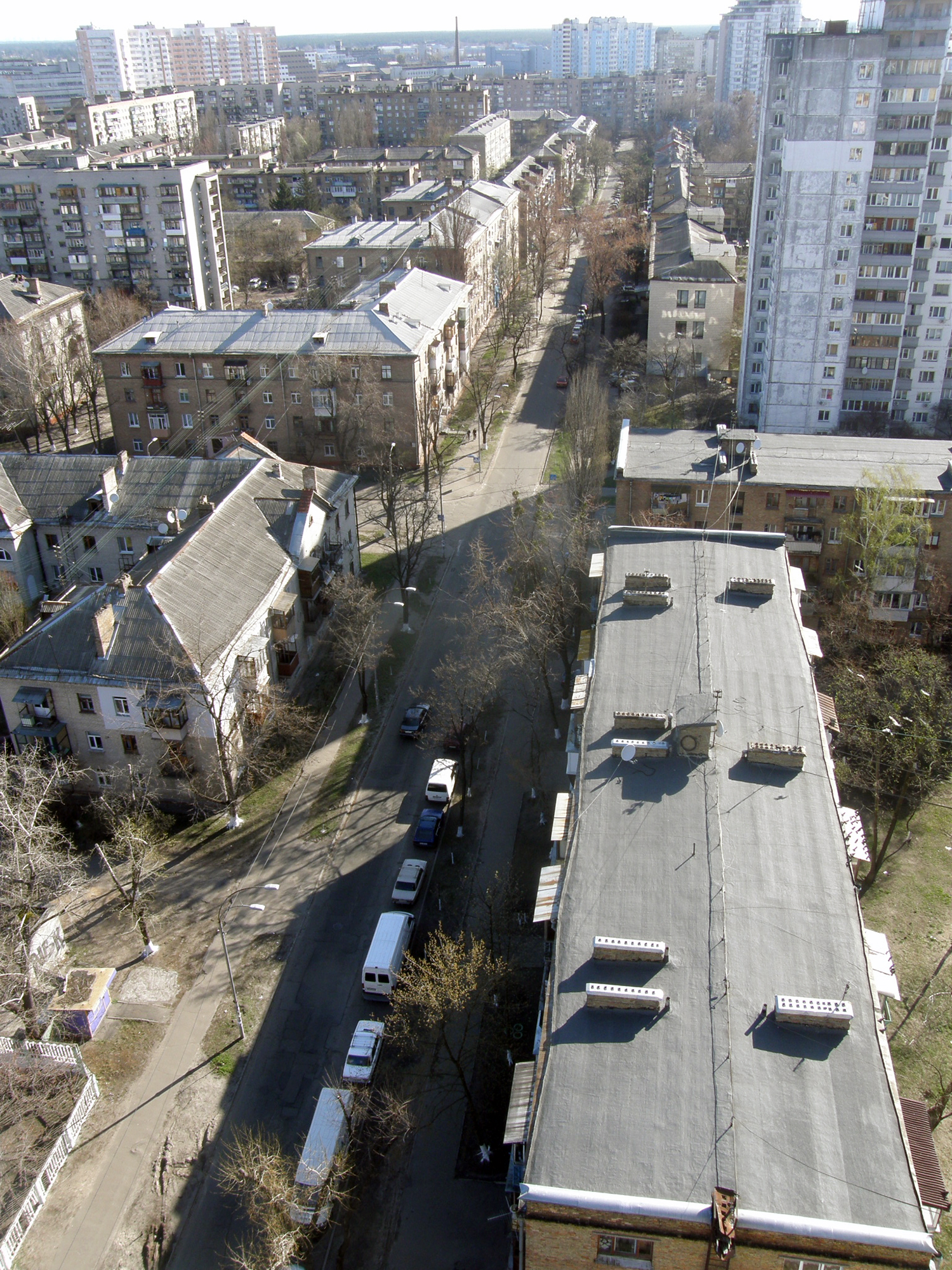
від вул. Ялтинської до кінця
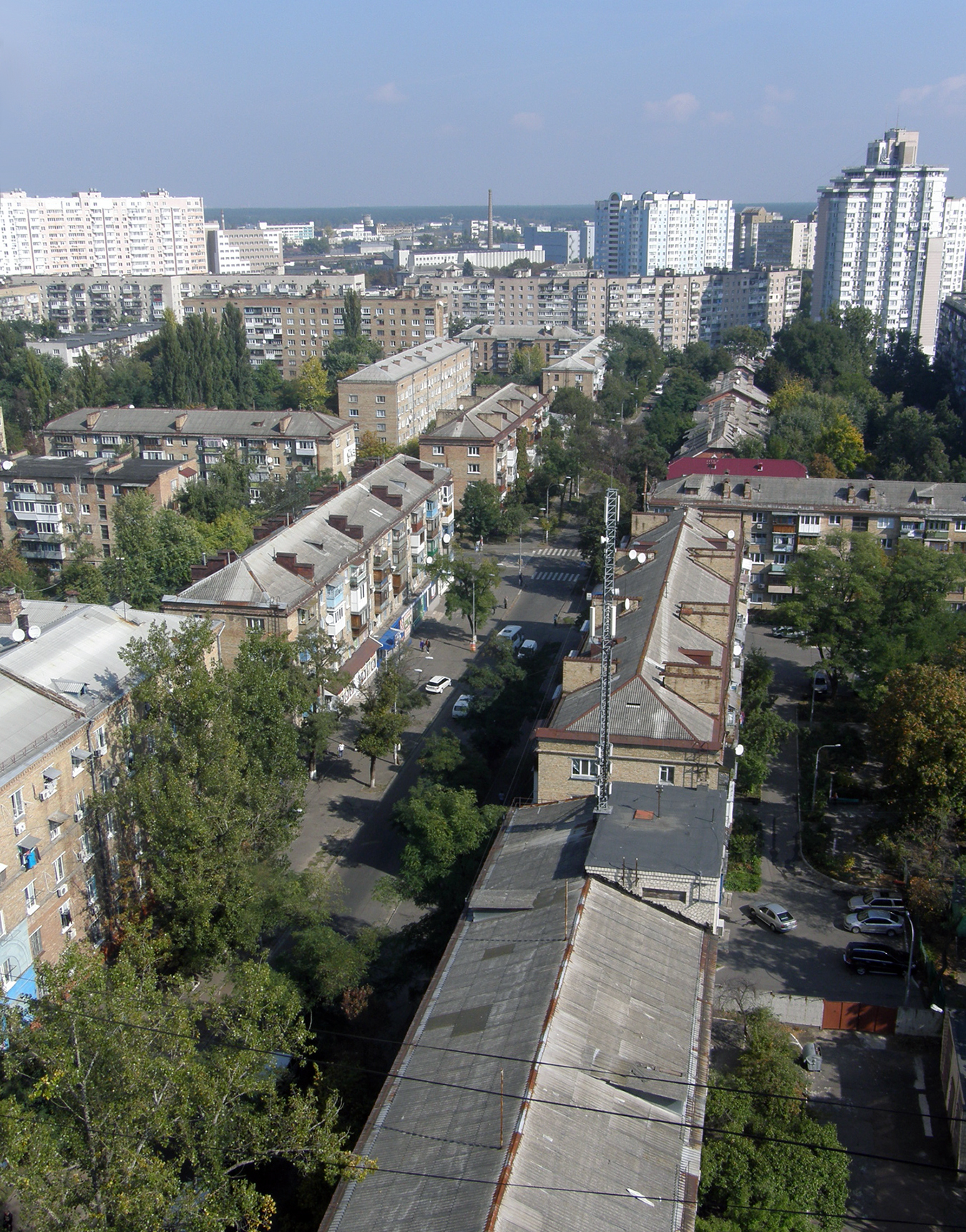
від вулиці Севастопольської до кінця
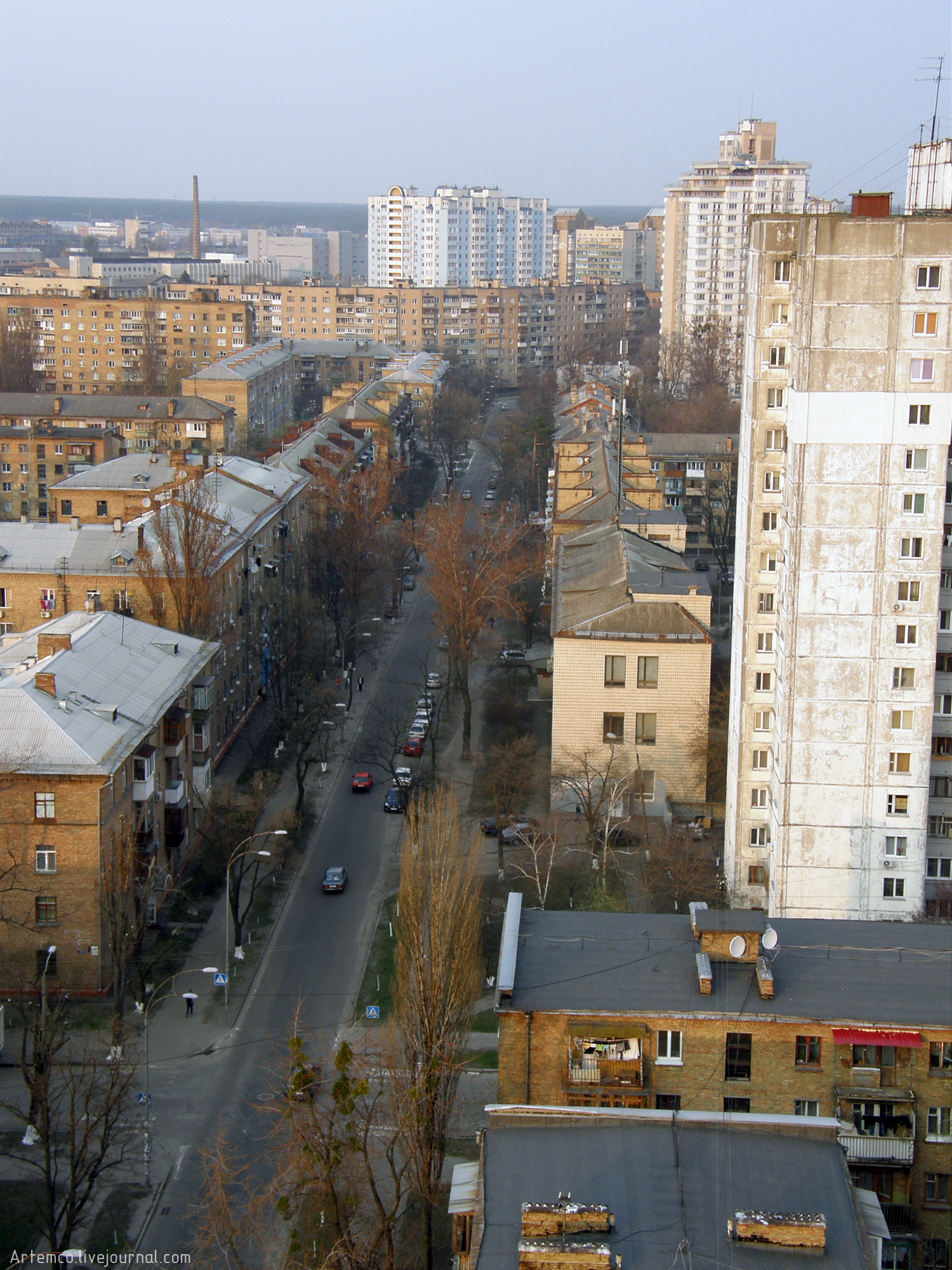
від вул. Севастопольської до кінця
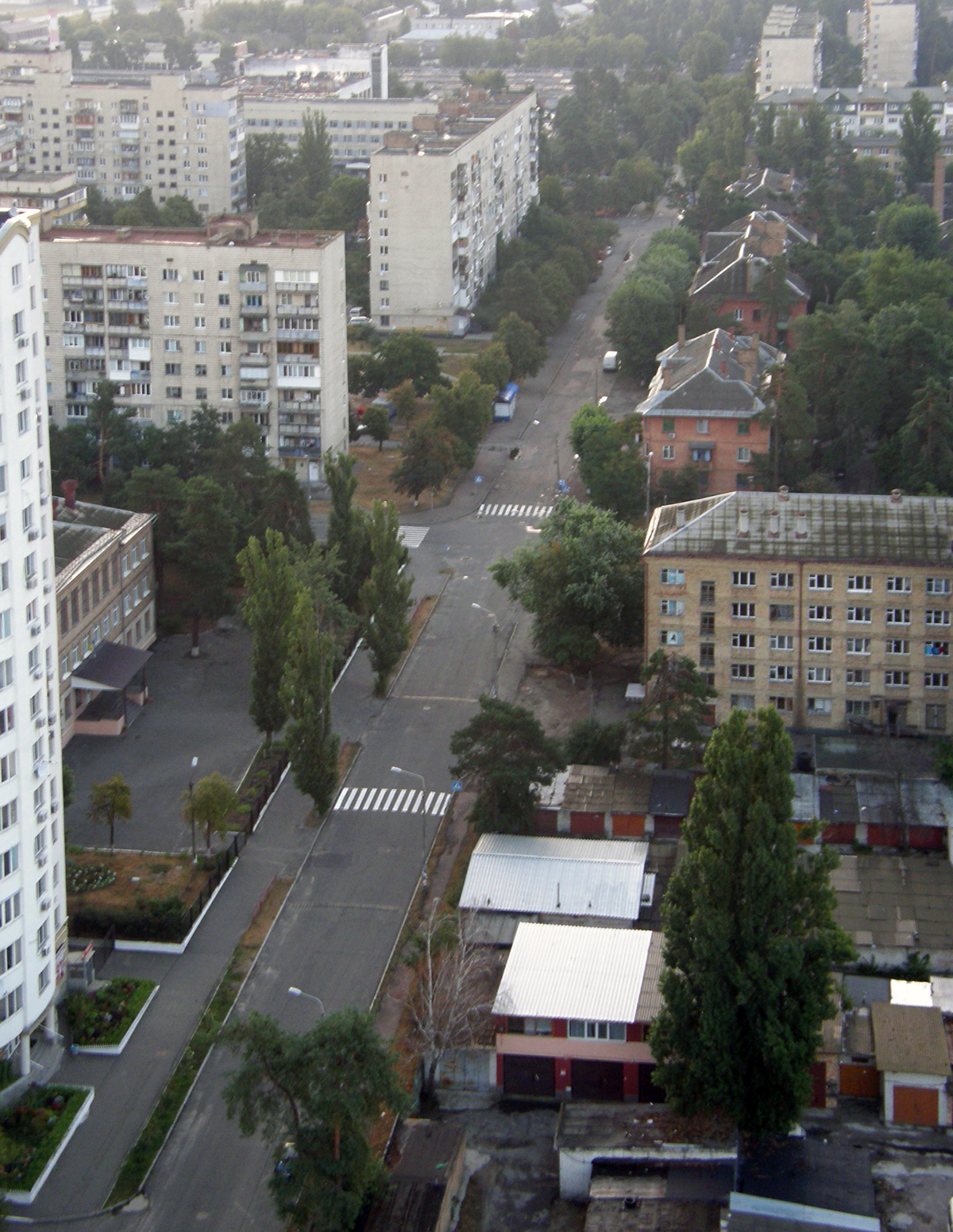
від Вересневої вулиці до кінця
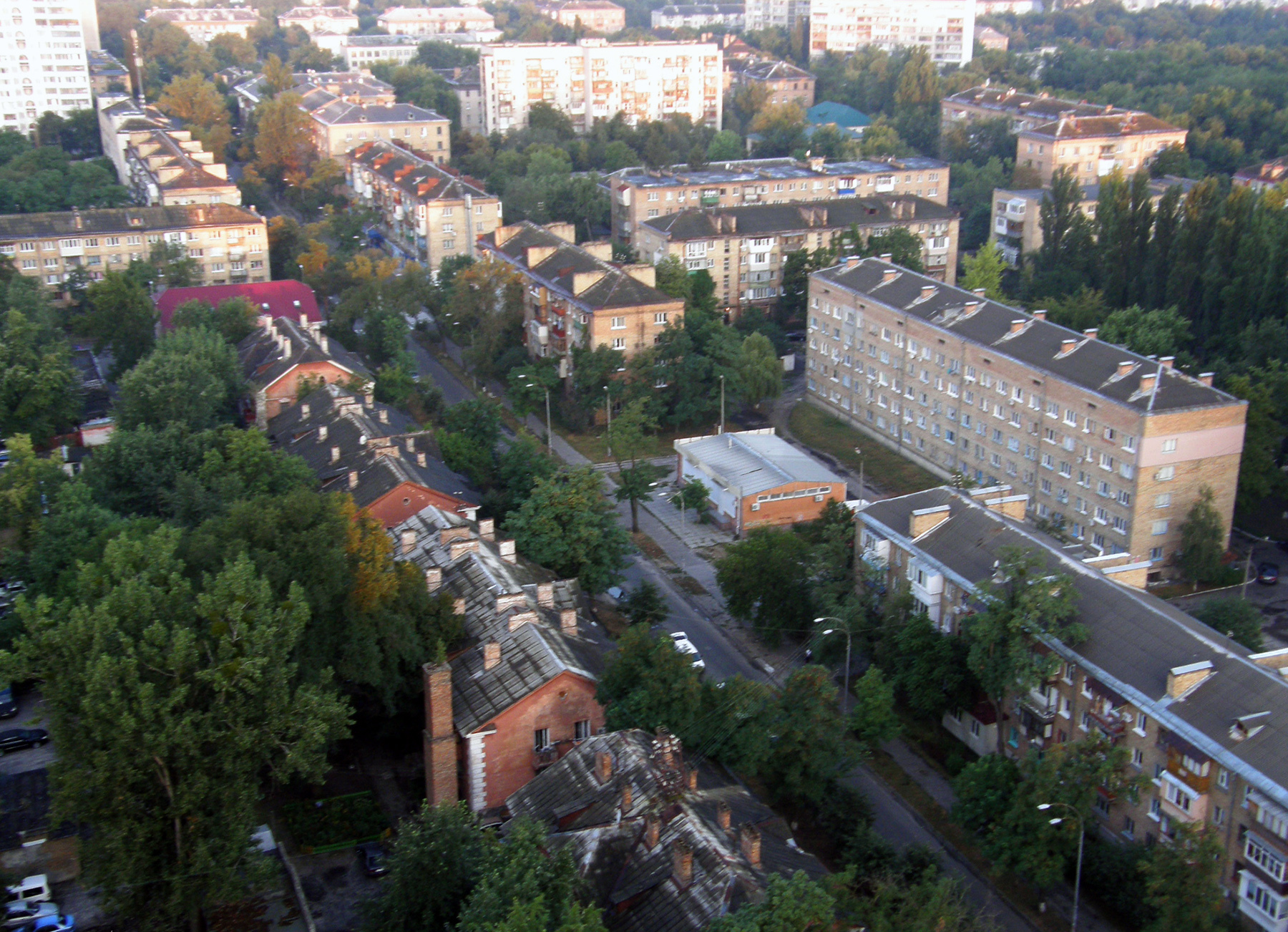
від Вересневої вулиці до кінця
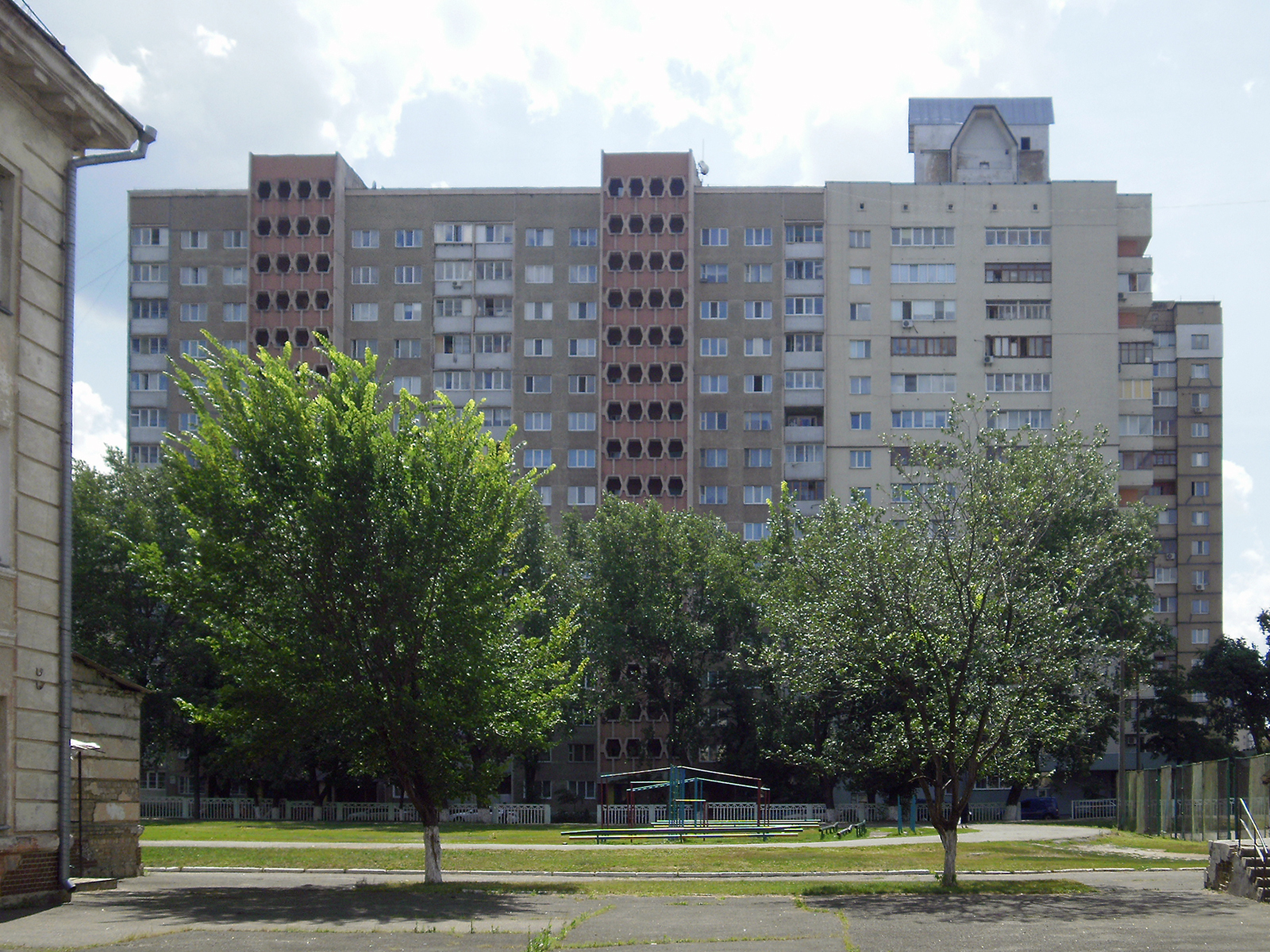
будинок на розі з Ялтинською вулицею